# Yuliya Petrova
Yuliya Sergeevna Petrova (em russo, Юлия Серге́евна Петрова: Chelyabinsk, 24 de maio de 1979) é uma jogadora de polo aquático russa, medalhista olímpica.

## Carreira
Yuliya Petrova fez parte do elenco medalha de bronze em Sydney 2000